# 創意教師社群
創意教師社群(Innovative Teachers Network)是微軟公司為推動網上學習及讓教師交流經驗而設立的互動平台。平台由微軟主導，透過訪問世界各地的學校，組織熱心教育工作者組成，以方便對利用資訊及通訊科技（ICT）促進創意教學，並使會員能夠輕鬆利用科技取得資源、以改善課堂教學。

## 外部連結
- 創意教師社群 (香港版)